# Chrysobothris sloicola
Chrysobothris sloicola är en skalbaggsart som beskrevs av Manley och Wellso 1976. Chrysobothris sloicola ingår i släktet Chrysobothris och familjen praktbaggar. Inga underarter finns listade i Catalogue of Life.